# Condado de Imperial
El condado de Imperial (en inglés: Imperial County) es uno de 58 condados del estado estadounidense de California. En el año 2008, el condado tenía una población de 163 972 habitantes y una densidad poblacional de 13 personas por km². La sede del condado es El Centro.

## Geografía
Según la Oficina del Censo de Estados Unidos Oficina del Censo, el condado tiene un área total de 11 608,3 km², de la cual 10 813,2 km² es tierra y 795,1 km² (6,85%) es agua.
En este condado se encuentra la mayor parte del lago Saltón.
Cuenta con 130 km de la frontera con México.

### Límites del Condado
| Noroeste: Riverside, San Diego             | Norte: Riverside                                     | Nordeste: La Paz (Arizona) |
| Oeste: San Diego                           |                                                      | Este: Yuma (Arizona)       |

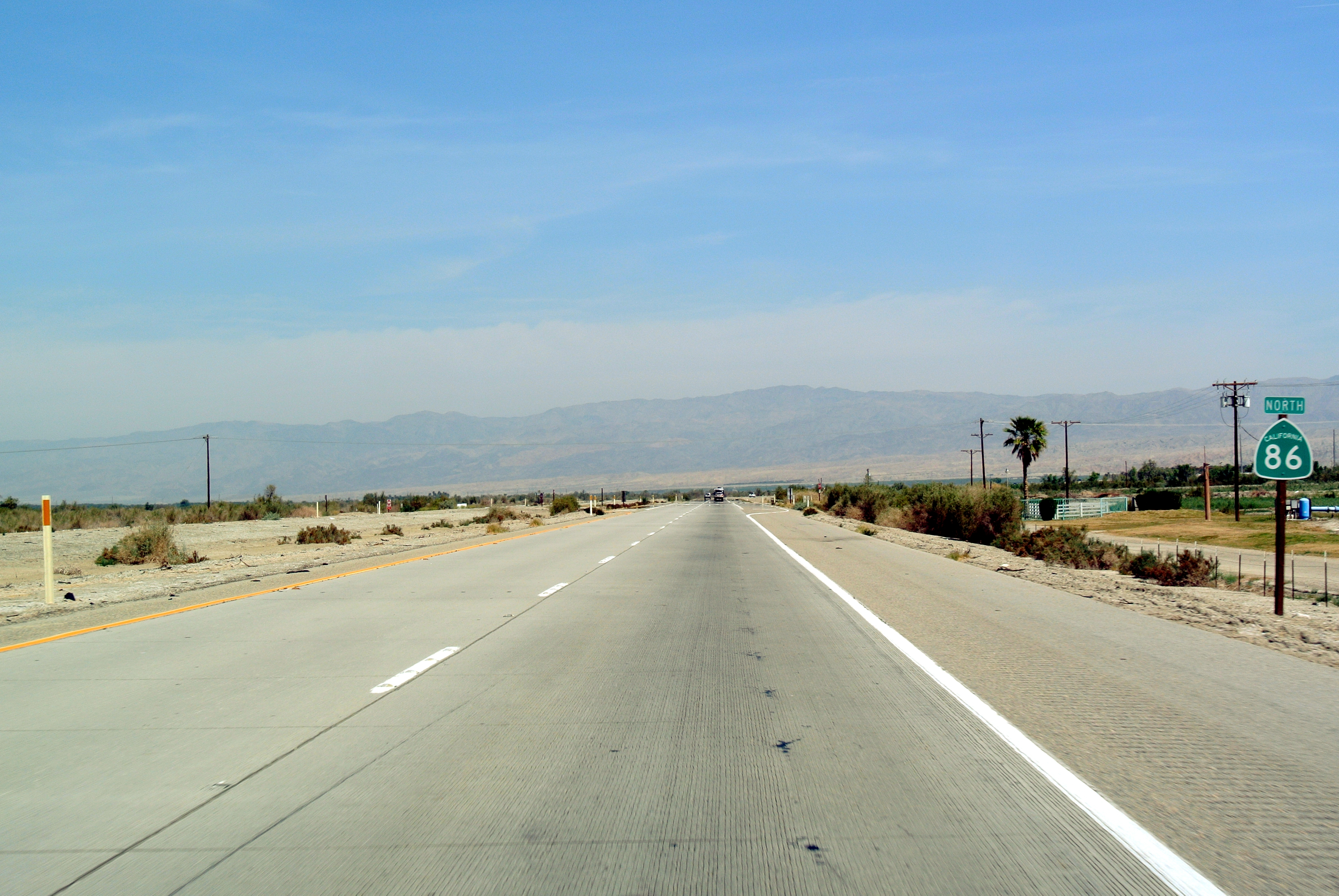
Ruta Estatal 86 al norte de Salton City

| Suroeste: Tecate (Baja California, México) | Sur: Municipio de Mexicali (Baja California, México) | Sureste: Yuma (Arizona)    |

## Demografía
En el censo de 2000, había 142 361 personas, 39 384 hogares y 31 467 familias residiendo en el condado. La densidad poblacional era de 13 personas por km². En el 2000 había 43 891 unidades habitacionales en una densidad de 4 por km². La demografía del condado era de 49,37% blancos, 3,95% afroamericanos, 1,87% amerindios, 1,99% asiáticos, 0,08% isleños del Pacífico, 39,08% de otras razas y 3,65% de dos o más razas. 72,22% de la población era de origen hispano o latino de cualquier raza.
Según la Oficina del Censo en 2000 los ingresos medios por hogar en la localidad eran de 31 870 $, y los ingresos medios por familia eran 35 226. Los hombres tenían unos ingresos medios de 32 775 dólares frente a los 23 974 para las mujeres. La renta per cápita para la localidad era de 13 239. Alrededor del 22,6% de la población estaban por debajo del umbral de pobreza.

## Transporte

### Principales autopistas
- Interestatal 8
- Ruta Estatal 7
- Ruta Estatal 78
- Ruta Estatal 86
- Ruta Estatal 98
- Ruta Estatal 111
- Ruta Estatal 115
- Ruta Estatal 186

## Localidades

### Pueblos con más de 5000 personas
- El Centro - 40 563
- Calexico - 27 109
- Brawley - 22 052
- Imperial - 11 754
- Calipatria - 7289
- Holtville - 5612

### Pueblos con más de 1000 personas
- Heber - 2566
- Westmorland - 2131
- Seeley - 1624
- Niland - 1143
- Salton City - 1143

### Pueblos con menos de 1000 personas
- Desert Shores - 792
- Winterhaven - 529
- Salton Sea Beach - 392
- Bombay Beach - 366
- Ocotillo - 296
- Palo Verde - 236